# La bella e la bestia (Gino Paoli e Amanda Sandrelli)
La bella e la bestia è l'adattamento in italiano del singolo Beauty and the Beast, pubblicato nel 1992 con l'uscita del film La bella e la bestia, eseguito dal cantautore italiano Gino Paoli, autore dei testi in italiano del brano, in duetto con sua figlia Amanda Sandrelli. Il singolo fu stampato in Italia sia su CD sia su 45 giri, abbinato alla versione originale del brano cantata da Angela Lansbury.
Nella versione italiana, diversamente dalla quella in inglese, la prima parte della canzone è cantata da un uomo (Gino Paoli) mentre nell'originale ad iniziare è Céline Dion. La seconda parte invece è cantata da una donna (Amanda Sandrelli) mentre nell'originale è Peabo Bryson che la canta.

## Video musicale
Per accompagnare il singolo fu realizzato anche un videoclip musicale, molto simile a quello girato dalla Dion e da Bryson, infatti il video mostra i due artisti italiani cantare in uno studio di registrazione e alcune scene del film.

## Formati e tracce
CD Singolo (Italia) (WEA: 4509-91368-2, Walt Disney Records: 4509-91368-2)
1. La bella e la bestia (Beauty and the Beast) – 4:03 (testo: Howard Ashman, Gino Paoli – musica: Alan Menken)
2. Beauty and the Beast – 2:44 (testo: Ashman – musica: Menken)

45 giri, 7" (Italia) (WEA: 4509-91368-2, Walt Disney Records: 4509-91368-2)
1. La bella e la bestia (Beauty and the Beast) – 4:03 (testo: Ashman, Paoli – musica: Menken)
2. Beauty and the Beast – 2:44 (testo: Ashman – musica: Menken)